# تنظير الشعيرات
تَنظير الشُّعَيرات (بالإنجليزية: Angioscopy)‏ هي تَقنية طبية تَسمح بِمشاهدة الأَوعية الدموية مِن الداخِل، حيثُ يَتم حَقن قسطرة ليفية مَرنة في الشِريان بِشكل مُباشر، وَتُساعد هذه التقنية في تشخيص الانصمام الشِرياني، كَما تُستخدم كإجراء مُرافق أثناء تخطي الأوعية الدموية بِغرض مُشاهدة الصمامات داخل الأوردة.